# برج سبز

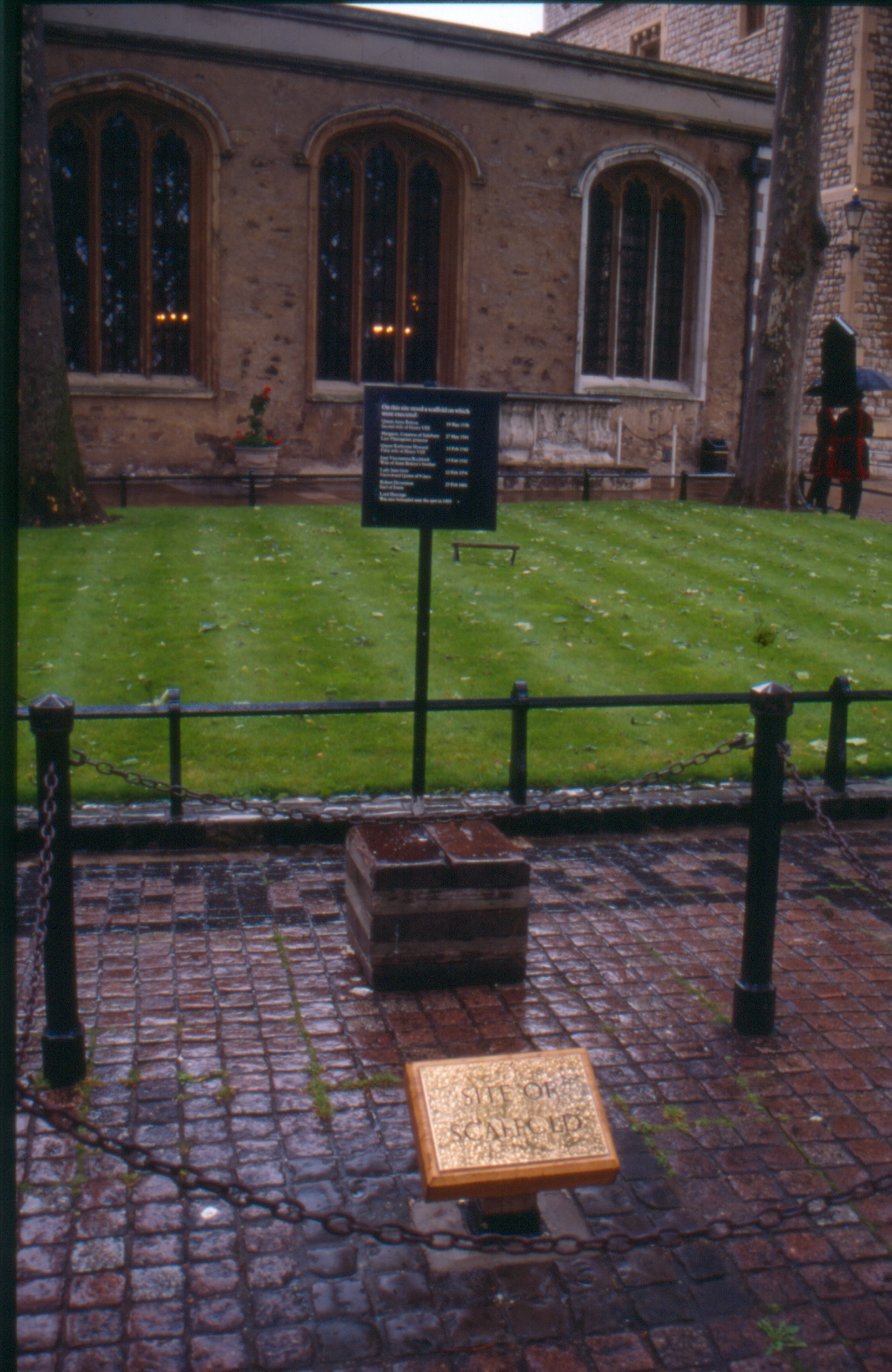
تقاطع میان برج سبز و فضای پیرامون آن

برج سبز (انگلیسی: Tower Green) عنوان یک محوطه مشهور در درون برج لندن می‌باشد که علت شهرت آن مرتبط با اعدام چند ملکه و تعدادی از شاهزادگان برجسته در آنجا می‌باشد. سه نفر از مشهورترین ملکه‌هایی که در این نقطه سر از پیکرشان جدا و گردن زده شدند عبارت هستند از، کاترین هاوارد، آن بولین و جین گری. برج سبز یک فضای باز در جنوب چپل‌رویال کلیسای سنت پیتر اد وینکولا است. گردن‌زده شدن یا اعدام در محوطه برج سبز، یک امتیاز ممتاز (لطف یا مرحمت پادشاه) و مختص نجیب‌زادگان بود چرا که اصولاً در مقابل دیدگان عموم نبود و به طبع آن، توهین یا دشنام و شرم از حضور در مقابل عوام هم منتفی می‌گردید. سایر زندانیان و محکومین برج لندن، در تاور هیل و درست در خارج از استحکامات در مقابل دیدگان عموم اعدام شدند. تعدادی نیز در قسمت دیگری از شهر و در منطقه‌ای به نام تایبرن معدوم شدند. در این منطقه یک لوح گرانیتی بر روی داربستی وجود دارد که بیانگر اسامی افراد مشهور و اعدامی در این منطقه است. سنگ موصوف به سفارش ملکه ویکتوریا نصب گردیده‌است.
در دوران قرون وسطی از این محوطه به عنوان محل دفن استفاده می‌گردید. نقشه‌های تاریخی برج لندن موقعیت ساختمانی را در محوطه برج سبز نشان می‌دهد که در سال ۱۶۸۴ تخریب شد، هر چند در سال ۱۶۸۵ میلادی بازسازی شد. سپس در مدت زمان کوتاهی پس از آن این ساختمان دوباره حذف شد. چنین به نظر می‌رسد که این ساختمان تحت تملک محافظان مخصوص زندانیان و جواهرات سلطنتی بوده‌است که با نام بی‌فیترس شهره بودند. این گروه طبقه‌ای منفک از گارد ملکه محسوب می‌گردیدند. غالب اعدام‌های درون برج سبز صرفاً به جهت حفظ حریم خصوصی نجبا صورت می‌پذیرفت.

## معدومین برج سبز
۷ نفر از مشهورترین افراد اعدامی در برج سبز عبارت هستند از ویلیام هاستینگ، نخستین بارون هاستینگ به فرمان ریچارد سوم در سال ۱۴۸۳. آن بولین، دومین همسر هنری هشتم در ۱۹ مه ۱۵۳۶ مارگارت پول، کنتس سالزبری به تاریخ ۲۷ مه ۱۵۴۱ کاترین هاوارد، پنجمین همسر هنری هشتم به اتهام زنای با محارم در ۱۳ فوریه ۱۵۴۲ جین بولین به فرمان هنری هشتم در تاریخ ۱۳ فوریه ۱۵۴۲ جین گری، مشهور به ملکهٔ ۹ روزه در تاریخ ۱۲ فوریه ۱۵۵۴ و در نهایت رابرت دوروکس به اتهام خیانت در تاریخ ۲۵ فوریه ۱۶۰۱ میلادی. به استثنای آن بولین که با شمشیر سر از پیکرش جدا شد، هر کدام از این محکومین به وسیلهٔ تبر گردن‌زده شدند. اجساد هر ۷ نفر در نمازخانه سنت پیتر اد وینکولا دفن گردید.

## نگارخانه

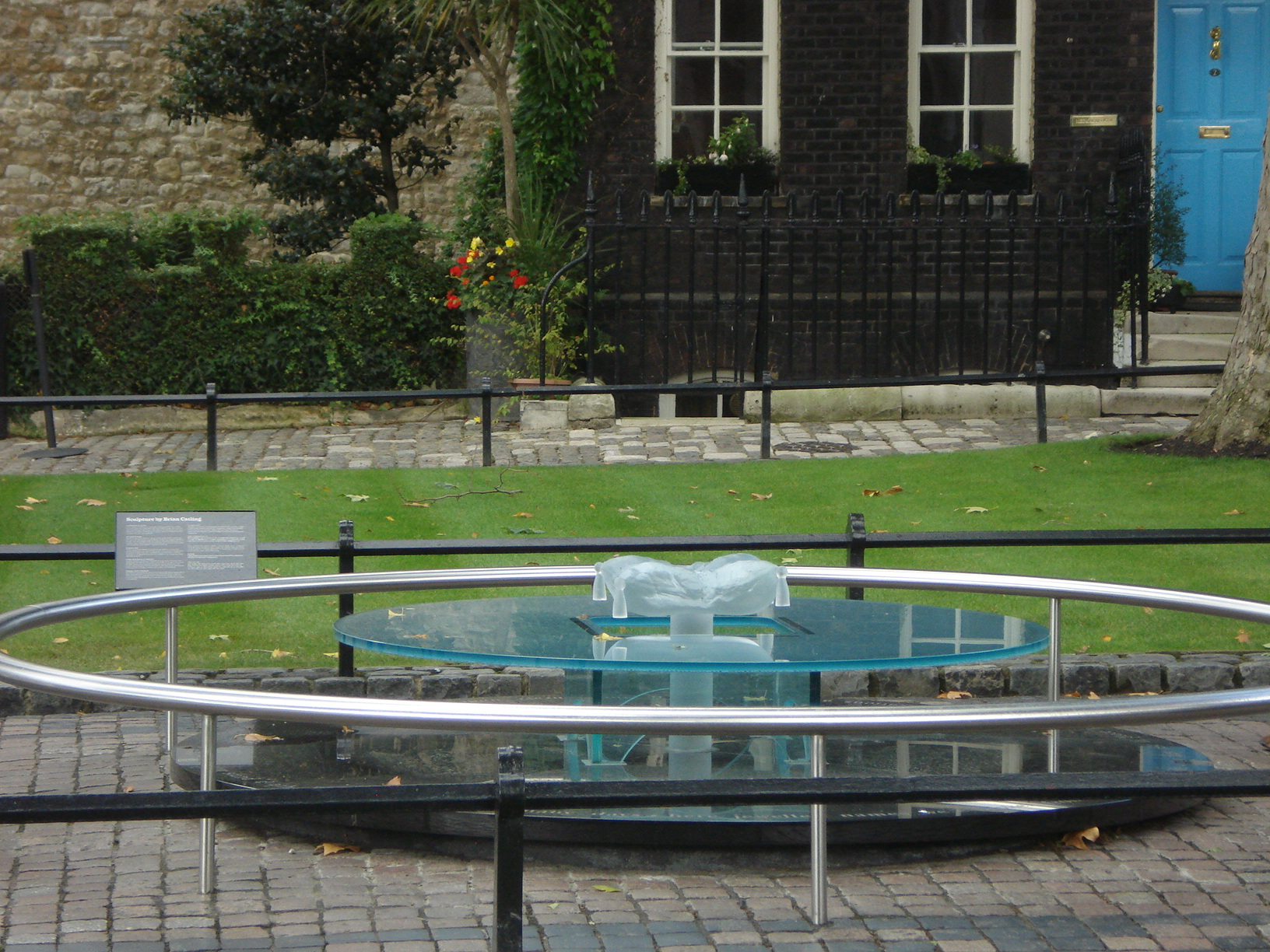
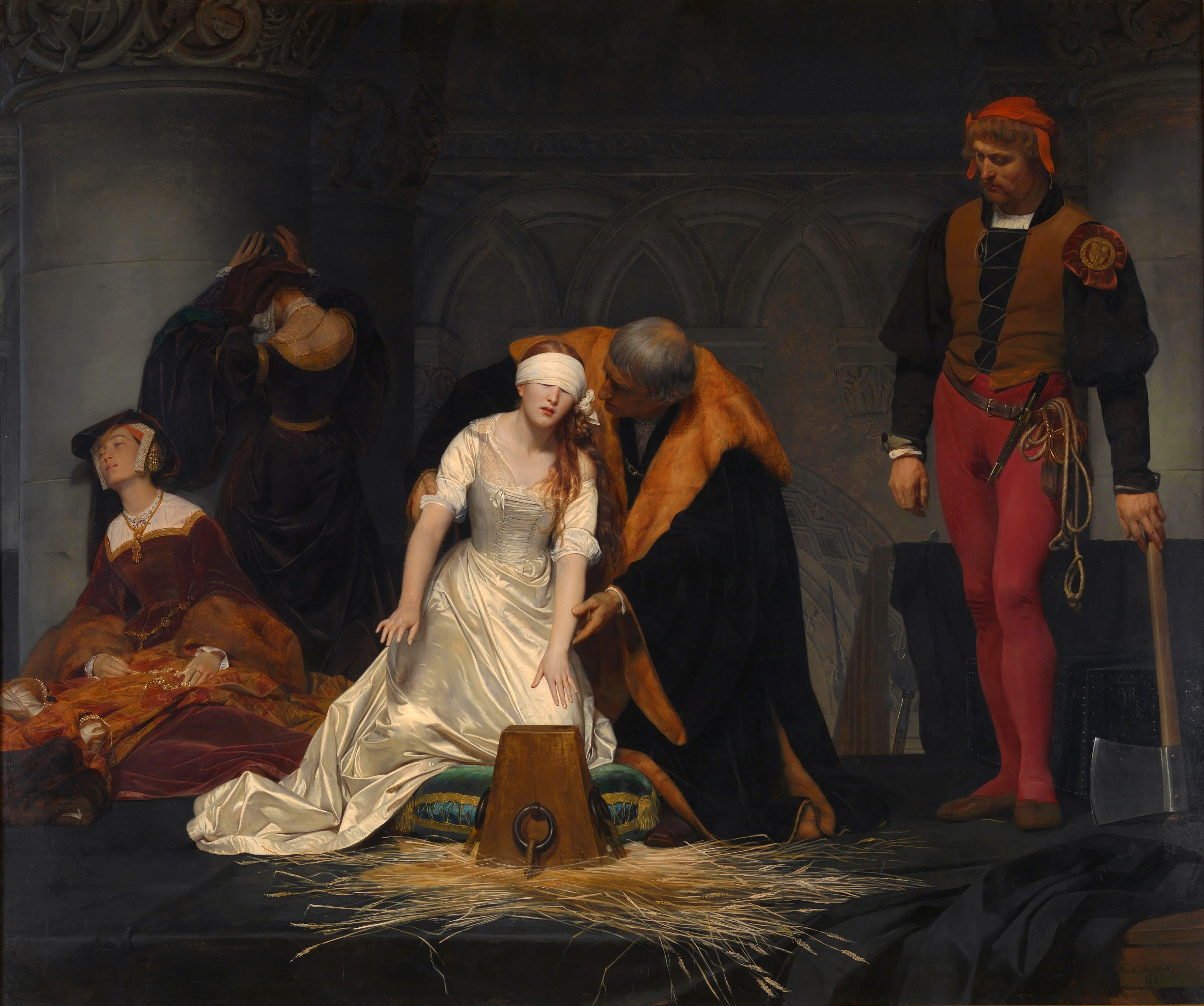